# André Corboz
Pour les articles homonymes, voir Corboz.
André Corboz (né le 5 juin 1928 à Genève et mort le 4 juin 2012 à Collonge-Bellerive) est un historien de l’art, de l’architecture et de l’urbanisme suisse.

## Biographie
André Corboz étudie à l'Université de Genève, institution académique dont il obtient une licence en droit en 1952 (par la suite, il obtiendra, en 1981, un doctorat d'État ès lettres à Grenoble), puis il occupe le poste de Secrétaire de l'Université de Genève (1962-1967). On le retrouve professeur d’histoire de l'architecture à l’Université de Montréal (1967-1980), puis professeur d’histoire de l’urbanisme à l’École polytechnique fédérale de Zurich, de 1980 à 1993. Il est également chercheur au Getty Center à Los Angeles, en 1986-1987. André Corboz a publié de nombreux articles et ouvrages traitant de l’histoire de la peinture, de l’architecture et de l’urbanisme. Il a également lancé l'Atlas historique des villes suisses (1997). 
L’une de ses œuvres les plus connues est Invention de Carouge, 1772-1792, imposant ouvrage dans lequel la ville est vue comme une création piémontaise aux portes de Genève à la fin du XVIIIe siècle (Payot, 1968)  (ISBN 2601001054). 
On citera, dans le champ de l'histoire de l'architecture et de l'histoire de l'urbanisme :
- Haut Moyen Âge, Office du Livre, Fribourg, 1970 ;
- Peinture militante et architecture révolutionnaire : à propos du thème du tunnel chez Hubert Robert, Bâle, Stuttgart : Birkhäuser, 1978.
- Saggi sull'arte, il metodo, la città e il territorio, a cura di P. Viganò, Milano, Franco Angeli, 1998
- Deux capitales françaises  : Saint-Pétersbourg et Washington, 2003 ;
- Le Territoire comme palimpseste et autres essais, Les éditions de l'imprimeur, 2001.
- Die Kunst, Stadt und Land zum Sprechen zu bringen, Basel, Boston, Berlin, Birkhäuser, 20

Dans le domaine de la peinture italienne, son ouvrage référentiel demeure :
- Canaletto. Una Venezia immaginaria (Electa 1985).

Son œuvre poétique est bien moins connue. Dans les années 1950, il publie divers recueils, dont Châtiment des victimes. 
André Corboz meurt à Collonge-Bellerive le 4 juin 2012, la veille de son 84e anniversaire.